# Урочиста меса (Бетховен)

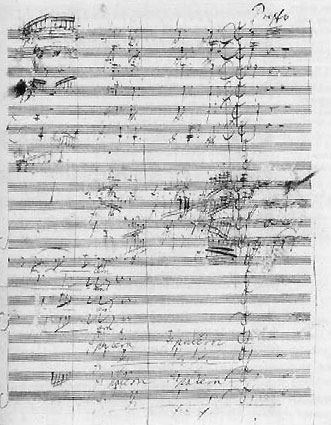
Missa Solemnis. Сторінка рукопису

Урочиста меса (лат. Missa Solemnis) у ре мажор, Op. 123 — твір Людвіга ван Бетховена, написаний в 1819–1823 роках і вперше виконаний у 1824 році, друга робота композитора в жанрі меси (після Меси до мажор Op. 86).
Меса була задумана Бетховеном у 1819 році в зв'язку з призначенням ерцгерцога Рудольфа, який у підлітковому віці вчився у Бетховена, архієпископом Оломоуця. Робота над месою захопила Бетховена, змусила його багато думати над музичними і релігійними проблемами і істотно затягнулася. Лише через чотири роки Бетховен закінчив її, присвятивши твір Рудольфові. Перше виконання відбулося за підтримки князя Миколи Голіцина, 7 квітня 1824 у Санкт-Петербурзі. Через місяць, 7 травня, три частини (Kyrie,Credo,Agnus Dei) були виконані у віденському Кернтнертор-театрі. У першому виконанні брала участь відома австрійська співачка Кароліна Унгер. У 1830 меса була виконана вперше в церковних стінах — Соборі Петра і Павла в чеському місті Варнсдорфі.

## Структура
Меса складається з п'яти частин, усі — на канонічні латинські тексти:
1. Kyrie
2. Gloria
3. Credo
4. Sanctus
5. Agnus Dei

Орієнтовна тривалість звучання — 70-80 хвилин.
Меса написана для оркестру, органу, хору та солістів (сопрано, альт, тенор і бас).